# 붉은 신호에 걷는 여자
"붉은 신호에 걷는 여자"는 1992년에 개봉한 대한민국의 영화이다.

## 캐스팅
- 소비아 : 혜린 역
- 김기석 : 영철 역
- 엄도일 : 태열 역
- 홍성영 : 태호 역
- 마필봉
- 한태일
- 주선희
- 이재희
- 소진
- 유리아
- 신종현
- 이상훈 : 재욱 역
- 김성수